# Campanula afganica
Campanula afganica là loài thực vật có hoa trong họ Hoa chuông. Loài này được Pomel mô tả khoa học đầu tiên năm 1874.